# Baniano

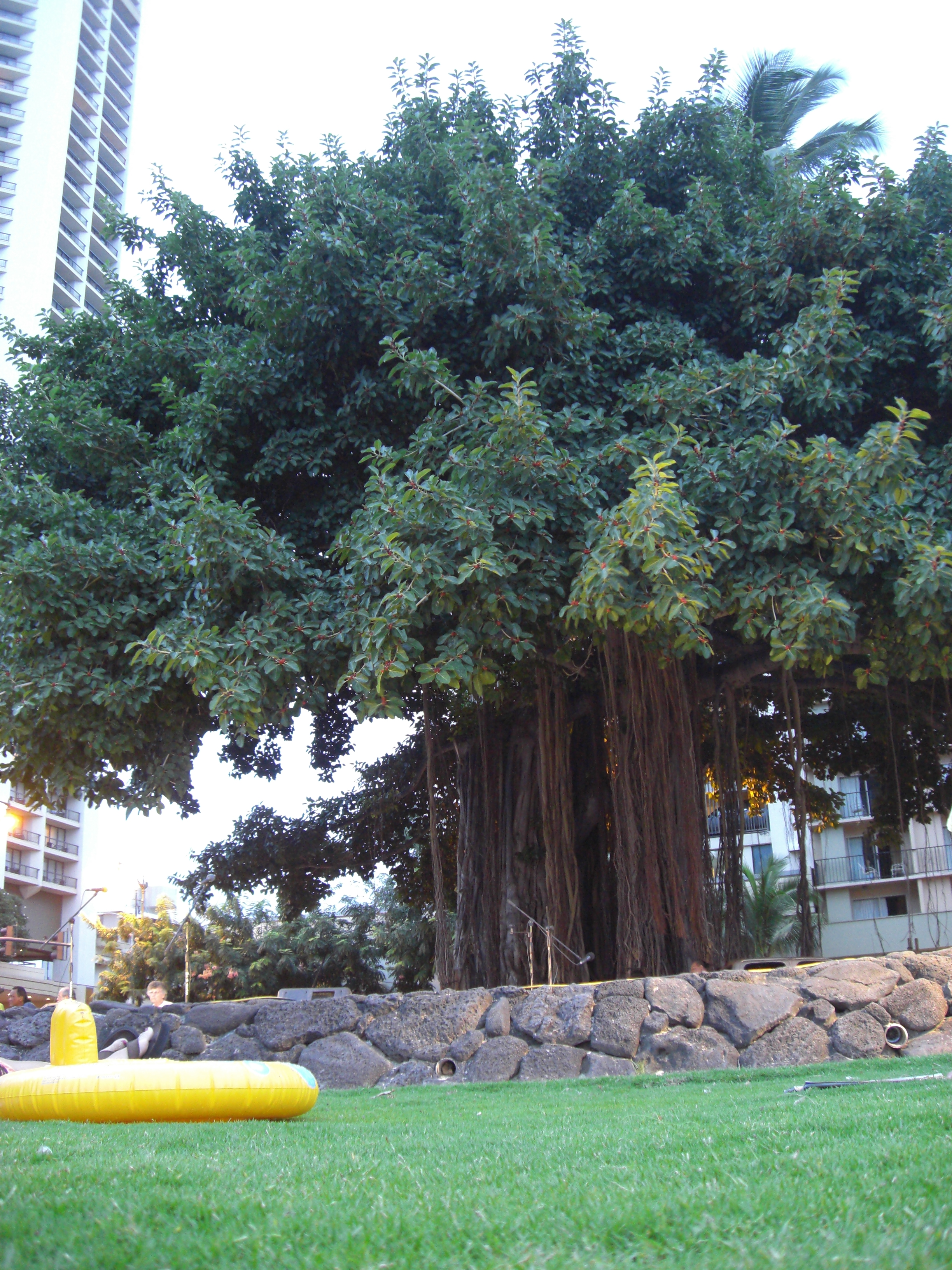
Baniano en la playa Waikiki, Hawái, Estados Unidos.

Los banianos o higueras de Bengala, son árboles pertenecientes a distintas especies del género Ficus, subgénero Urostigma, de la familia de las moráceas.

## Variantes
Los banianos incluyen varias especies de Ficus que tienen un ciclo de vida y un aspecto similar, aunque la especie principal y más característica es Ficus benghalensis. Este árbol se encuentra en muchos puntos del subcontinente indio, a menudo en las afueras de los pueblos. Representa la vejez en la tradición de la India porque en ocasiones los viejos del pueblo se sientan bajo la sombra de sus ramas para huir del calor y para reunirse. También es un árbol importante dentro de la religión Hindú y se encuentra habitualmente cerca de los templos.
Ficus benghalensis es el árbol nacional del India.
Otras especies de Ficus que también reciben el nombre de "baniano" son:
- Ficus microcarpa, proveniente de Sri Lanka;
- Ficus pertusa, se extiende desde el sur de México hasta Paraguay;
- Ficus citrifolia de Florida, el Caribe, América Central y del Sur, hasta Paraguay;
- Ficus aurea de Florida y el Caribe.

## Ciclo
El árbol comienza su vida como planta epífita cuando sus semillas germinan dentro de una grieta de la corteza de un árbol huésped o de un muro o edificio. La planta va creciendo hasta que sus raíces aéreas forman un pseudotronco que, finalmente, estrangula el árbol huésped o destruye el edificio.  Sus frutos, rojos y brillantes, atraen a las ardillas y a todo tipo de pájaros. Estos se encargan de dispersar las semillas que pueden llegar a crecer en los lugares más inverosímiles. Aun así, hay banianos que se desarrollan de forma convencional (desde la tierra hacia arriba).
Los banianos viejos a medida que las grandes ramas se extienden horizontalmente, van enviando raíces aéreas que, cuando contactan con la tierra, forman troncos suplementarios. Estos apoyan las ramas permitiendo que el árbol se vaya extendiendo hasta ocupar superficies muy grandes. El baniano más grande del mundo se encuentra en el jardín botánico de Howrah, cerca de Calcuta (la India). Su circunferencia es de 412 m y su diámetro 131 m.